# Doug Walker (actor)
Douglas Darien "Doug" Walker (17 de noviembre de 1981) es un actor, comediante, crítico cinematográfico, personalidad de internet, y reseñante, más conocido por interpretar al personaje Nostalgia Critic en la serie web homónima.

## Primeros años
Walker nació en Nápoles, Italia, hijo de Barney Walker, miembro de la Armada de los Estados Unidos, y de Sandra Polkow Walker (1947-2016), una terapeuta y excantante de ópera. El abuelo de Walker, Marvin R. Polkow, fue un pionero en comidas congeladas, creando un relleno de pastel que podía ser congelado sin que el azúcar se cristalizara. Walker es descendiente del compositor alemán Heinrich Schütz. Estudió cine y comunicaciones en la Universidad del Norte de Illinois.[cita requerida]

## Carrera

### Nostalgia Critic
Trabajando como un ilustrador, empezó a postear reseñas cómicas sobre películas en YouTube bajo la personalidad ficticia Nostalgia Critic, un crítico de películas perpetuamente frustrado, excitable y propenso a explosiones furiosas incluso ante la más mínima provocación. Las reseñas de Walker probaron ser muy populares, pero una serie de strikes por derechos de autor de parte de 20th Century Fox y Lions Gate Entertainment en sus vídeos le condujeron para reubicar su contenido a ThatGuyWithTheGlasses.com, un sitio web independiente. El éxito de Walker atrajo a otros reseñantes con análisis similares, y ellos juntos formaron la compañía de producción Channel Awesome. Walker administró el sitio web conjuntamente con su webmaster Mike Michaud y su hermano mayor Rob Walker, quien también guioniza y produce muchos de sus vídeos.
En 2012, Walker anunció el retiro de Nostalgia Critic, cuando él y su hermano sentían que habían llevado al personaje tan lejos como podían. Este retiro fue de corta duración, sin embargo, y Walker anunció el regreso del amado personaje en enero de 2013 con un corto vídeo sketch titulado "The Review Must Go On". El programa fue revivido en febrero del mismo año en un nuevo formato bi-semanal. En diciembre de 2015, Walker estrenó el 300º episodio de la serie, una reseña de  Star Wars: Episodio VII - El despertar de la Fuerza.

### Otros trabajos
En 2013, también protagonizó como un trooper con pistola la película fan Sonic, de Blue Core Studios. Aparte de Nostalgia Critic, Walker ha tenido apariciones en Angry Video Game Nerd: The Movie y Jesus, Bro, que fueron creaciones de James Rolfe y Brad Jones, respectivamente.
En 2024, actuó brevemente en un episodio de la segunda temporada de la serie animada Smiling Friends, interpretando a un youtuber de videos tutoriales para cazar demonios.